# Mellow Gold
| Recensione                    | Giudizio       |
| ----------------------------- | -------------- |
| AllMusic                      | [ 3 ]          |
| Blender                       | [ 4 ]          |
| Chicago Tribune               | [ 5 ]          |
| Entertainment Weekly          | B              |
| Los Angeles Times             | [ 7 ]          |
| Pitchfork                     | 8.8/10         |
| Rolling Stone                 | [ 9 ]          |
| The Rolling Stone Album Guide | [ 10 ]         |
| Ondarock                      | Pietra Miliare |
| Piero Scaruffi                | 7/10           |
| The Village Voice             | A              |

Mellow Gold è il terzo album in studio di Beck, il primo commercializzato con una major. A dispetto dei lavori precedenti, è considerato il suo primo album ufficiale. Il disco è stato pubblicato il 1º marzo 1994 dalla DGC Records, anticipato dal singolo di successo Loser.

## Descrizione
L'album è costituito da un ibrido di vari stili musicali, inclusi rock, hip hop, folk, blues, psichedelia e country, e da testi ironici. Il suo atteggiamento decisamente anti-commerciale lo portò a diventare un inaspettato successo di vendite, raggiungendo la posizione numero 13 in classifica negli Stati Uniti e diventando in seguito doppio disco di platino, grazie soprattutto al singolo Loser, di impatto internazionale.
Lo stesso Beck nel corso di un'intervista del 1994 concessa alla rivista Rolling Stone, disse dell'album: 
(Beck)

### Registrazione
Secondo quanto riportato nelle note interne dell'album, Mellow Gold fu registrato nelle case di Carl Stephenson e Rob Schnapf, utilizzando principalmente un registratore a quattro piste.

### Antefatti
All'inizio del 1991, tornato a Los Angeles dopo un tentativo fallito di entrare nella scena alternativa di New York, Beck si trasferì nel quartiere di lusso di Los Feliz e approfittò del suo tempo libero per registrarsi su cassetta e fare concerti nei bar locali. Poco a poco, il suo stile folk atipico suscita l'attenzione di etichette indipendenti, come la Bong Load Custom Records (Kyuss, Fu Manchu). Nel 1992, uno dei dirigenti della stessa, Rob Schnapf, entra in contatto con Beck e lo presenta al produttore Carl Stephenson, della Rap-A-Lot Records, in quanto il giovane musicista esprime un crescente interesse per l'hip-hop. Invitato a lavorare in studio con Stephenson, Beck compone la canzone Loser, definizione stessa del suo stile eclettico e "parlato", che tuttavia lascia da parte in favore di composizioni più folk che troveranno spazio nel suo primo lavoro, Golden Feelings, nel 1993.
Nel marzo 1993, la Bong Load Records convince Beck del potenziale di Loser e ne pubblica come singolo 500 copie. Molto velocemente, le stazioni radiofoniche universitarie locali cominciano a trasmettere il pezzo in alta rotazione, e Beck guadagna popolarità, attirandosi le attenzioni di majors quali Warner e Capitol. Parzialmente attaccato all'etichetta DGC Records (sussidiaria della Geffen Records) con la quale ha appena firmato, e fermamente deciso a conservare la propria indipendenza ed integrità artistica, si unisce al suo amico Calvin Johnson (dei Beat Happening) nel nord del paese, a Olympia, per registrare quello che sarà il successore di Mellow Gold, One Foot in the Grave, 
e cogliere l'occasione per pubblicare il suo secondo album, Stereopathetic Soulmanure, per l'etichetta Flipside, seguito da vicino dal tanto atteso Mellow Gold nel marzo 1994. A questa data, Loser era ormai diventata un successo a livello mondiale, e il videoclip associato veniva trasmesso quotidianamente da MTV.
Più che un singolo di successo, la traccia tende ad essere accostata al movimento "slacker" dell'epoca come una sorta di manifesto, associato alla Generazione X; costituito da giovani disillusi che trovano rifugio in movimenti alternativi e nella musica grunge. Beck tuttavia rinnega questa etichetta: «Ero ad Olympia e qualcuno mi ha chiamato per dirmi che il video musicale di Loser sarebbe stato visto in anteprima», spiegò alla rivista Rolling Stone nel 1994. «Il tizio in onda stava scherzando su quel movimento "pigro" [traduzione letterale di "slacker"], sostenendo che Loser fosse una specie di "inno dei fannulloni". E io risposi: "Cosa?! Ma stai zitto!" Io mi sono fatto il culo [...] non ho mai avuto l'opportunità di rilassarmi, ho faticato per un lavoro pagato 4 dollari l'ora solo per sopravvivere. Questo movimento "slacker" è buono per le persone che trovano il tempo necessario per essere depresse da tutto ciò che le circonda».

### Copertina
Il robot raffigurato sulla copertina di Mellow Gold venne creato dall'artista Eddie Lopez, che fece anche un cameo nel video musicale del singolo Loser. La scultura si intitola Survivor from the Nuclear Bomb. La fotografia che la ritrae fu originariamente scattata nel garage di Lopez da un amico di Beck, Ross Harris. L'immagine venne poi elaborata di nuovo in uno studio dove Harris fu in grado di controllare l'ambiente e aggiungere anche effetti visivi per rendere la copertina più apocalittica.

### Titolo
Il titolo provvisorio dell'album era Cold Ass Fashion, dal nome di una delle prime canzoni di Beck. Il titolo definitivo, Mellow Gold, prende il nome da una potente varietà di marijuana della California.

## Tracce
Testi e musiche di Beck, eccetto dove indicato.
1. Loser – 3:55 (Beck, Karl Stephenson)
2. Pay No Mind (Snoozer) – 3:15
3. Fuckin with My Head (Mountain Dew Rock) – 3:41
4. Whiskeyclone, Hotel City 1997 – 3:28
5. Soul Suckin' Jerk – 3:57 (Beck, Karl Stephenson)
6. Truckdrivin' Neighbors Downstairs (Yellow Sweat) – 2:55
7. Sweet Sunshine – 4:14 (Beck, Karl Stephenson)
8. Beercan – 4:00 (Beck, Karl Stephenson)
9. Steal My Body Home – 5:34
10. Nitemare Hippy Girl – 2:55
11. Mutherfuker – 2:04
12. Blackhole – 7:33 – contiene la traccia fantasma Analog Odyssey

Campionamenti
- Loser contiene campionamentii tratti da I Walk on Guilded Splinters di Dr. John nell'interpretazione di Johnny Jenkins e dialoghi dal film Kill the Moonlight
- Fuckin with My Head (Mountain Dew Rock) include un campionamento di Save the World dei Southside Movement
- Soul Suckin' Jerk contiene un campione tratto da The Big Beat di Billy Squier
- Sweet Sunshine include campionamenti da Save the World dei Southside Movement
- Beercan contiene un campione tratto da Hog Leg dei Melvins e dialoghi dal cartone animato Gli orsetti del cuore

## Formazione
- Beck – produzione, chitarra, voce, armonica, basso
- Stephen Marcussen – mastering
- Tom Rothrock – produzione, missaggio
- Rob Schnapf – produzione, missaggio
- Karl Stephenson – produzione, sitar (traccia 1)
- Robert Fisher – direzione artistica, design
- Ross Harris – fotografia
- Mike O'Connor – batteria
- DJ Smash – giradischi
- David Harte – batteria (tracce 2, 10 e 11)
- Mike Boito – organo (traccia 8)
- Petra Haden – violino (traccia 12)
- Rob Zabrecky – basso (traccia 12)